# Chéreng
Chéreng är en kommun i departementet Nord i regionen Hauts-de-France i norra Frankrike. Kommunen ligger i kantonen Lannoy som tillhör arrondissementet Lille. År 2022 hade Chéreng 3 040 invånare.

## Befolkningsutveckling
Antalet invånare i kommunen Chéreng
| Referens: INSEE |